# Nabil Mazari
Pour les articles homonymes, voir Mazari.
Nabil Mazari, né le 18 février 1984 à Tizi Ouzou en Algérie, est un footballeur international espoir algérien.

## Biographie
Formé à la Jeunesse sportive de Kabylie, Nabil Mazari connaît sa première sélection en équipe nationale espoir d'Algérie le 14 janvier 2005 face à la Biélorussie, lors d'un tournoi à Doha au Qatar. Il dispute ce tournoi où l'Algérie termine 4e, puis les Jeux de la solidarité islamique de 2005. Ce gardien formé à la Jeunesse sportive de Kabylie fait partie du groupe pro du club depuis juin 2003.
Il n'a jamais pu jouer comme un titulaire indiscutable, soutenu par les supporters. Les entraineurs qui passent font plus confiance à Gaouaoui (jusqu'en 2006), à Chaouchi (de 2006 à 2009), et depuis 2010-2011 c'est Asselah qui est titulaire dans les buts de la Jeunesse sportive de Kabylie. Tout comme Mourad Berrefane, ils sont deux anciens gardiens dans le club auxquels Nabil Mazari n'a jamais pu arracher la place de gardien de façon indiscutable.

## Palmarès
- Champion d'Algérie en 2004 et 2006 et  2008 avec la Jeunesse sportive de Kabylie
- Vice-champion d'Algérie en 2005 avec la Jeunesse sportive de Kabylie
- Finaliste de la Coupe d'Algérie en 2004 et 2014 avec la Jeunesse sportive de Kabylie
- Champion d'Algérie en 2011 avec la jeunesse sportive de Kabylie